# Джим Грегори Эворд
Джим Грегори Эворд (англ. Jim Gregory Award) — приз, ежегодно вручаемый лучшему генеральному менеджеру Хоккейной лиги Онтарио (OHL). Победителя выбирают генеральные менеджеры лиги, журналисты, и скауты НХЛ. Премия названа в честь Джима Грегори, который был директором центральной службы скаутов НХЛ.

## Победители
| Сезон   | Руководитель                                                      | Команда                                                           |                                                                   |
| 2022/23 | Марк Хантер                                                       | Лондон Найтс                                                      |                                                                   |
| 2021/22 | Стив Стейос                                                       | Гамильтон Булдогс                                                 |                                                                   |
| 2020/21 | Сезон был отменён из-за пандемии коронавируса - Кубок не вручался | Сезон был отменён из-за пандемии коронавируса - Кубок не вручался | Сезон был отменён из-за пандемии коронавируса - Кубок не вручался |
| 2019/20 | Джеймс Бойд                                                       | Оттава Сиксти Севенс                                              |                                                                   |